# Comissió Electrotècnica Internacional
La Comissió Electrotècnica Internacional (CEI o IEC per les seves sigles en anglès, International Electrotechnical Commission) és una organització de normalització en els camps elèctric, electrònic i tecnologies relacionades. Nombroses normes es desenvolupen conjuntament amb l'ISO (normes ISO/IEC).
La Comissió Electrotècnica Internacional (IEC) va ser fundada en 1906, seguint una resolució aprovada en 1904 al Congrés Internacional Elèctric en Sant Luis Missouri.
El seu primer president va ser Lord Kelvin, tenia la seva seu a Londres fins que en 1948 es va traslladar a Ginebra. Integrada pels organismes nacionals de normalització, a les àrees indicades, dels països membres, en 2003 pertanyien a la CEI més de 60 països.
A la CEI se li deu el desenvolupament i difusió dels estàndards per a algunes unitats de mesura, particularment Gauss, Hertz, i Weber; així com la primera proposta d'un sistema d'unitats estàndard, el sistema Giorgi, que amb el temps es convertiria en el sistema internacional d'unitats.
En 1938, l'organisme va publicar el primer diccionari internacional (International Electrotechnical Vocabulary) amb el propòsit d'unificar la terminologia elèctrica, esforç que s'ha mantingut durant el transcurs del temps, sent el Vocabulari Electrotècnic Internacional un important referent per a les empreses del sector.

## Estructura interna
Per al seu funcionament, així com l'establiment de normatives, la CEI es divideix en diferents "comitès tècnics" (TC), "comitès consultius" (AC) i algun comitè especial: els membres d'aquests comitès treballen voluntàriament. Un exemple de cadascun d'ells podria ser:
Comitè tècnic 77 (TC77). Compatibilitat electromagnètica entre equips, incloent xarxes.
Comitè Internacional Especial sobre Interferències de Ràdio (CISPR). És un comitè especial (inclou membres d'altres organitzacions) sobre interferències electromagnètiques en radiofreqüència.
Comitès consultius sobre ACEC: Comitè Consultiu sobre Compatibilitat electromagnètica, la missió de la qual seria prevenir el desenvolupament d'estàndards conflictius entre diferents comitès com els anteriors.

## Missió IEC
La missió de la IEC és promoure entre els seus membres la cooperació internacional en totes les àrees de la normalització Electrotècnica. Per aconseguir l'anterior, han estat formulats els següents objectius:
Conèixer les necessitats del mercat mundial eficientment
Promoure l'ús de les seves normes i esquemes d'assegurament de la conformitat a nivell mundial.
Assegurar i implementar la qualitat de producte i serveis mitjançant les seves normes.
Establir les condicions de *intemperabilidad de sistemes complexos.
Incrementar l'eficiència dels processos industrials.
Contribuir a la implementació del concepte de salut i seguretat humana..
Contribuir a la protecció de l'ambient.

## Membres
La participació activa com a membre de la IEC, brinda als països inscriptos la possibilitat d'influir en el desenvolupament de la normalització internacional, representant els interessos de tots els sectors nacionals involucrats i aconseguir que siguin presos en consideració. Així mateix, constitueixen una oportunitat per mantenir-se actualitzats en la tecnologia de punta en l'àmbit mundial.
Existeixen tres formes de participació davant l'IEC: com a membre ple, membre associat o com a membre pre-associat.
A la data l'IEC compta amb 57 membres, cadascun d'ells representant a un país, i que en conjunt constitueixen el 95% de l'energia elèctrica del món. Aquest organisme normalitza l'àmplia esfera de l'electrotècnica, des de l'àrea de potència elèctrica fins a les àrees d'electrònica, comunicacions, conversió de l'energia nuclear i la transformació de l'energia solar en energia elèctrica.